# ماکس وان در استول
ماکس وان در استول (انگلیسی: Max van der Stoel; ۳ اوت ۱۹۲۴ – ۲۳ آوریل ۲۰۱۱) سیاستمدار اهل پادشاهی هلند بود. وی عضو فعال حزب کارگر (PvdA) بود که از ۱ ژانویه ۱۹۹۳تا ۱ ژوئیه ۲۰۰۱ به عنوان کمیسر عالی اقلیت‌های ملی سازمان امنیت و همکاری اروپا خدمت کرد.
وان در استول در دانشگاه لیدن در رشته حقوق تحصیل کرد و مدرک کارشناسی ارشد حقوق را دریافت کرد و پس از آن تحصیلات تکمیلی خود را در رشته جامعه‌شناسی در دانشگاه خود دریافت کرد و مدرک کارشناسی ارشد علوم اجتماعی را اخذ نمود. وان در استول به عنوان محقق در بنیاد ویاردی بکمن از آوریل ۱۹۵۳ تا اوت ۱۹۵۸ و همچنین برای هیئت مدیره حزب کارگر از ژوئن ۱۹۵۸ تا ژوئیه ۱۹۶۵ خدمت کرد.
وی همچنین برندهٔ جوایزی همچون نشان رز سفید فنلاند، برنامه فولبرایت، و جایزه ژوزن شده‌است.